# Netaji Subhash Chandra Bose International Airport

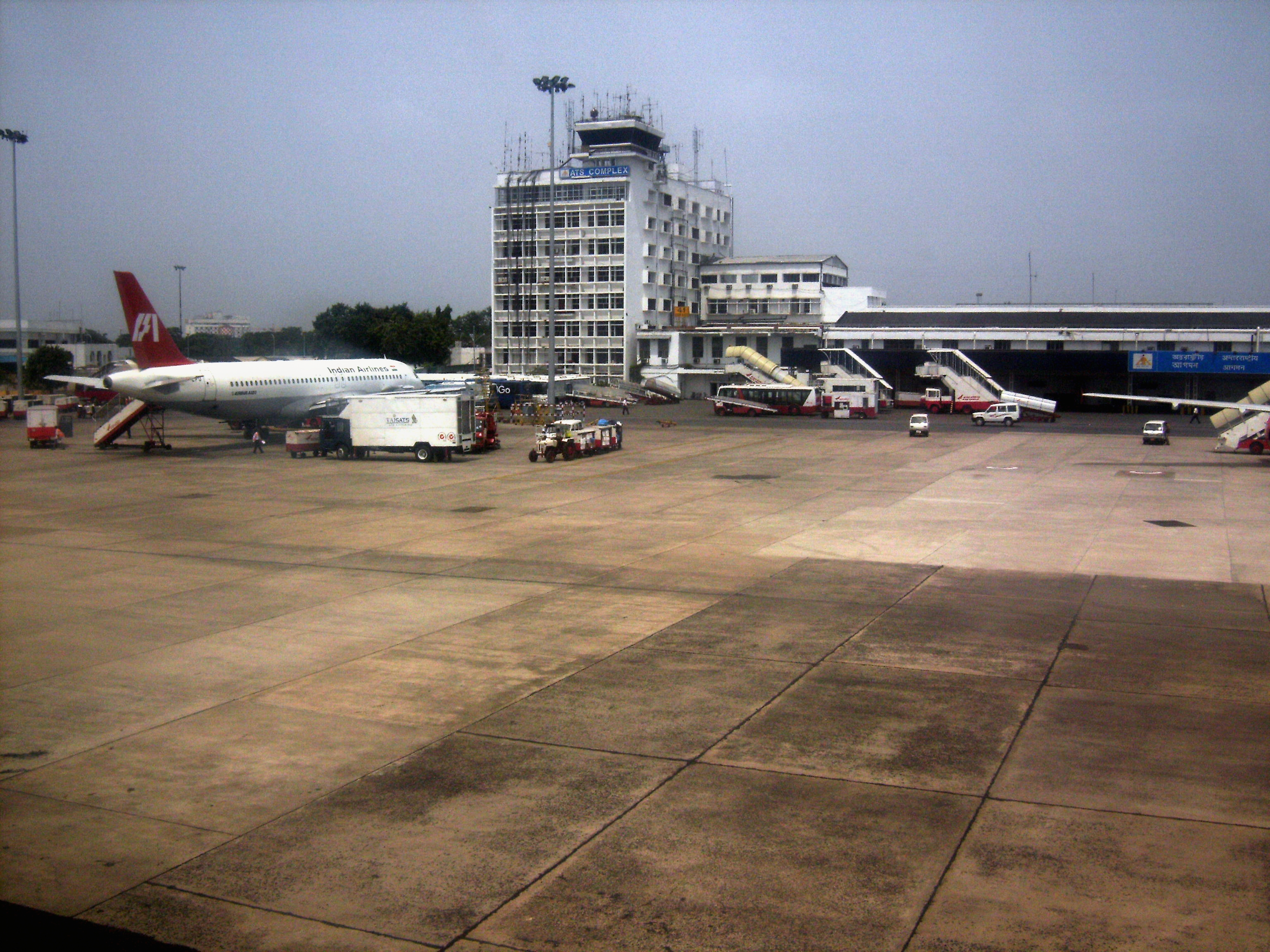
Netaji Subhash Chandra Bose International Airport år 2009.

Netaji Subhash Chandra Bose International Airport, är den internationella flygplatsen i Kolkata i Indien.